# Ivád
Ivád es un pueblo en el condado de Heves, Hungría.

## Historia
Ivád se crea como pueblo en el año 1321, cuando era parte de una finca real en Hungría. A partir del siglo XV, la familia Ivády, que lleva el nombre de la aldea, aparece en los registros. Aunque vivían en Pétervására, mantuvieron sus derechos de propiedad sobre Ivád, a pesar de los conflictos y las turbulencias del período turco en los siglos XVI y XVII. Para asegurar su derecho sobre la propiedad, los Ivády obtuvieron una nueva donación de nobleza en 1655, la cual fue más una confirmación de su estatus que un ascenso desde la condición de campesinos. A pesar de esto, continuaron enfrentándose a otros propietarios, como los Pálffy y los barones Orczy, que también reclamaban partes de la llanura de Ivád.
En el siglo XVIII, para proteger sus derechos de propiedad de los poderosos condes Keglevich y los barones Orczy, los Ivády se mudaron a la estepa de Ivád. Se asentaron en la aldea actual alrededor de 1738 y construyeron sus casas de madera. En esa época, sus propiedades eran pequeñas, y sus granjas no superaban las de un siervo promedio. La comunidad de Ivády se basaba en la propiedad comunal de la tierra, especialmente en los pastos y bosques. Esta comunidad unida actuaba como una defensa contra cualquier intento de intrusión externa. La disolución de la comunidad de tierras cultivables en el siglo XVIII fue un paso hacia la diferenciación social, lo que permitió a algunas familias, como la rama Hegyi, enriquecerse, mientras que otras se empobrecieron.
A principios del siglo XIX, la rama Hegyi de la familia Ivády, liderada por Gábor Ivády, comenzó a ascender. Gracias a su formación en derecho, buenas decisiones matrimoniales y astucia, Gábor logró comprar las partes de la propiedad que aún pertenecían a los Orczy, unificando gran parte de las tierras de Ivád bajo su control. Esta adquisición le permitió iniciar un proceso mediante el cual anexaba las tierras de los siervos a su propiedad señorial, reduciendo drásticamente el número de siervos en la aldea. La preeminencia de la familia Hegyi se selló con esta concentración de tierras, lo que generó resentimiento en los demás clanes de los Ivády. Este proceso de capitalización en Ivád condujo a la desintegración del campesinado y a la aparición de una burguesía rural y un proletariado.
La emancipación de los siervos en 1848 no afectó a Ivád, ya que la familia Hegyi había logrado eliminar la servidumbre en sus tierras. La prominencia de los Hegyi se consolidó y su riqueza aumentó, mientras que el resto de la comunidad de Ivády, ya empobrecida, sufría la fragmentación de sus tierras. La división de las tierras en el siglo XIX favoreció desproporcionadamente a los Hegyi, que obtuvieron más de la mitad de las propiedades de la aldea. Con el avance del capitalismo, muchos Ivády sin tierras se vieron obligados a trabajar en las minas y fábricas cercanas. El sistema feudal en Ivád colapsó por completo con el cambio de régimen en 1945, cuando las propiedades de los terratenientes fueron divididas.